# Hassar affinis
Hassar affinis är en fiskart som först beskrevs av Steindachner, 1881.  Hassar affinis ingår i släktet Hassar och familjen Doradidae. Inga underarter finns listade i Catalogue of Life.